# Balacra elegantissima
Balacra elegantissima là một loài bướm đêm thuộc phân họ Arctiinae, họ Erebidae.